# Fuente Santa (Caballar)

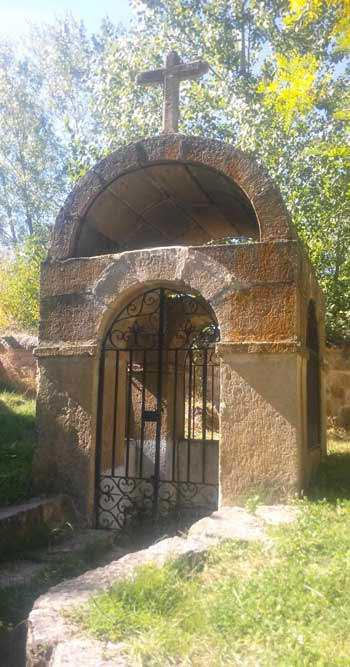
Puerta de la Fuente Santa de Caballar

La Fuente Santa es un manantial situado en la localidad segoviana de Caballar (provincia de Segovia, España). Se encuentra al oeste del casco urbano, junto a la dehesa municipal, entre el arroyo de las Mulas y el camino de Carravillar. Es un el centro del Camino de San frutos en su recorrido por Caballar.

## Historia
El apelativo de Santa le viene dado porque la tradición indica que en esta fuente recibieron el martirio San Valentín y Santa Engracia, hermanos de San Frutos (patrón de la Diócesis de Segovia).
En torno a este manantial, se celebra la rogativa de las Mojadas de Caballar, que consiste (a petición de los pueblos de las antiguas Vicarías de Turégano, Fuentepelayo, Pedraza y Trescasas/Sonsoto)  en la inmersión de las reliquias de dichos santos en la Fuente Santa. La Mojada más antigua documentada es de 1593. En el siglo XVIII, se levantó el templete actual de la fuente; y a principios del siglo XIX, se construyó una ermita.
Por esta fuente, pasa el Camino de Peregrinación que, desde Segovia capital, llega a la Ermita de San Frutos en el parque natural de las Hoces del Río Duratón (Carrascal del Río, Segovia).